# Волк и журавль (мультфильм)
«Волк и журавль» — советский кукольный мультфильм, созданный в 1936 году по мотивам одноимённой басни И. А. Крылова.

## Сюжет
Сюжет основывается на одноимённой басне Ивана Крылова.
Всем известно, что волки чрезвычайно жадны и поедают добычу, не разбирая костей. И вот один из них в процессе еды подавился костью. Оказавшийся неподалёку Журавль пришёл на выручку Волку и, засунув голову тому в пасть, вытащил злополучную кость. Спасши неосторожного хищника от верной гибели, Журавль стал просить плату за свой труд, что привело Волка в ярость.

## Создатели
- Художник: Александр Птушко
- Режиссёр и автор сценария: Мария Бендерская
- Композитор: Лев Шварц
- Оператор: Фёдор Фирсов
- Звукооператор: С. Ключевский